# リュック・ファン・ホーフェ
リュック・ファン・ホーフェ（オランダ語: Luc Van Hove、1957年2月3日 - ）は、ベルギーの作曲家。

## 経歴
1957年、アントウェルペン州ウィルライク (Wilrijk)生まれ。ファン・ホーフェはアントウェルペン王立音楽院 (Royal Conservatoire of Antwerp) に学んだ後、さらにザルツブルクのモーツァルテウムや、ギルフォードのサリー大学 (University of Surrey) に学んだ。
ファン・ホーフェは、ルーヴェンのレメンス音楽院や、アントウェルペン音楽院で作曲を教えている。

## 作曲作品と特徴
彼の作品は、おおむね現代音楽の様式で書かれており、様々な形態で、また、様々なアンサンブルのための曲がある。初期には後期ロマン派 (Post-romanticism) 的な様式も曲も書かれたが、これは程なくして放棄され、以降は、バルトーク・ベーラ、ヴィトルト・ルトスワフスキ、リゲティ・ジェルジュなどの作品研究を通して学ばれた手法による作品が制作されている。
1985年以降に書かれたファン・ホーフェのおもな交響曲作品は、2000年にフランダース放送管弦楽団（後のブリュッセル・フィルハーモニック）によって録音され、CD化された。